# Vladimír Hagara
Vladimír Hagara (Pöstyén, 1943. november 7. – 2015. május 24.) szlovák labdarúgó. 

## Pályafutása

### A válogatottban
1968 és 1973 között 25 alkalommal szerepelt a csehszlovák válogatottban és 4 gólt szerzett. Részt vett az 1970-es világbajnokságon.

## Sikerei, díjai
Spartak Trnava
- Csehszlovák bajnok (5): 1967–68, 1968–69, 1970–71, 1971–72, 1972–73
- Csehszlovák kupa (2): 1966–67, 1970–71
- Közép-európai kupa (1): 1966–67